# Bourg-des-Comptes
Bourg-des-Comptes (bret. Gwikomm) – miejscowość i gmina we Francji, w regionie Bretania, w departamencie Ille-et-Vilaine.
Według danych na rok 1990 gminę zamieszkiwało 1727 osób, a gęstość zaludnienia wynosiła 74 osoby/km² (wśród 1269 gmin Bretanii Bourg-des-Comptes plasuje się na 366. miejscu pod względem liczby ludności, natomiast pod względem powierzchni na miejscu 415.).